# والتر ترانتر
والتر ترانتر (انگلیسی: Walter Tranter; ۲۲ اوت ۱۸۷۴ – ۱۴ ژوئیهٔ ۱۹۴۵) بازیکن فوتبال اهل بریتانیا بود.
از باشگاه‌هایی که در آن بازی کرده‌است می‌توان به باشگاه فوتبال وستهام یونایتد و باشگاه فوتبال چتم اشاره کرد. او در دوره‌ای کاپیتان اول باشگاه وستهام بود.